# Pedro Pineda
Pedro Pineda Deras (ur. 30 listopada 1971 w Nezahualcóyotl) – meksykański piłkarz występujący na pozycji napastnika, w późniejszym czasie trener.

## Kariera klubowa
Pineda pochodzi z miasta Nezahualcóyotl i rozpoczynał grę w piłkę w tamtejszych amatorskich zespołach. Jako dziewiętnastolatek rozpoczął treningi w trzecioligowym Halcones de Neza, gdzie dzięki udanym występom zaczął być powoływany do juniorskich reprezentacji, a po kilku miesiącach przeszedł do jednego z najbardziej utytułowanych klubów w kraju, Chivas de Guadalajara. Jeszcze przed debiutem w najwyższej klasie rozgrywkowej potwierdził opinię sporego talentu, notując świetne spotkania w młodzieżowej kadrze narodowej, dzięki czemu w 1991 roku wyjechał do Włoch, podpisując pięcioletni kontrakt z A.C. Milan. Tam przez kilkanaście tygodni trenował z pierwszą drużyną, w której występowali wówczas piłkarze tacy jak Frank Rijkaard, Roberto Donadoni czy Marco van Basten, lecz z powodu ogromnej konkurencji w linii ataku szybko powrócił do ojczyzny, na zasadzie wypożyczenia po raz drugi zostając piłkarzem Chivas. W meksykańskiej Primera División zadebiutował za kadencji szkoleniowca Jesúsa Bracamontesa, 18 grudnia 1991 w zremisowanym 1:1 spotkaniu z Universidadem de Guadalajara i w tym samym meczu strzelił także premierowego gola w pierwszej lidze, strzałem z rzutu karnego.
Latem 1992 Pineda został wykupiony z Milanu przez drużynę, której kibicował w dzieciństwie; Club América z siedzibą w stołecznym mieście Meksyk. W 1992 roku triumfował z nią w najbardziej prestiżowych rozgrywkach kontynentu, Pucharze Mistrzów CONCACAF, jednak przez następne trzy lata pozostawał jedynie rezerwowym ekipy i na ligowych boiskach pojawiał się sporadycznie. W lipcu 1995 udał się na wypożyczenie do swojego rodzinnego miasta, gdzie podpisał umowę z Toros Neza, gdzie od razu został kluczowym piłkarzem zespołu i w sezonie 1995/1996 zdobył czternaście bramek, będąc najskuteczniejszym piłkarzem klubu i plasując się w czołówce najlepszych strzelców ligi. Po zakończeniu rozgrywek otrzymał od Toros ofertę permanentnego transferu, lecz pokłócony z zarządem drużyny wolał wrócić do Amériki, gdzie ponownie pozostawał jedynie rezerwowym.
W połowie 1997 roku Pineda został piłkarzem innego zespołu ze stolicy, Club Necaxa, w którym początkowo pełnił rolę rezerwowego, lecz już po upływie pół roku został najlepszym strzelcem i kluczowym piłkarzem ekipy. Podczas wiosennego sezonu Verano 1998 miał ogromny wkład w wywalczenie przez klub wicemistrzostwa kraju, a sześć miesięcy później, w jesiennych rozgrywkach Invierno 1998, osiągnął jedyny w karierze tytuł mistrza Meksyku. Bezpośrednio po tym sukcesie podpisał umowę z rywalem Necaxy zza miedzy, Atlante FC, gdzie kontynuował strzelecką passę, podobnie jak w kolejny klubie, którego barwy reprezentował – CF Monterrey. Nie potrafił jednak nawiązać do osiągnięć odnoszonych w Necaxie, przez co w styczniu 2000 powrócił do miasta Meksyk, podpisując kontrakt z Cruz Azul, lecz tam przez pół roku rzadko pojawiał się na ligowych boiskach w wyjściowej jedenastce i tylko raz wpisał się na listę strzelców.
Latem 2000 Pineda zasilił prowadzoną przez trenera Javiera Aguirre drużynę CF Pachuca, z którą w wiosennym sezonie Verano 2001 zdobył wicemistrzostwo Meksyku, będąc najlepszym strzelcem zespołu z ośmioma bramkami na koncie. Po roku spędzonym w Pachuce podpisał umowę z beniaminkiem najwyższej klasy rozgrywkowej, CF La Piedad, którego barwy reprezentował przez sześć miesięcy, po czym z powodu różnicy zdań z zarządem klubu powrócił do stołecznego Atlante FC. W lipcu 2003, po roku bezrobocia, jako wolny piłkarz przeszedł do zespołu Puebla FC, aby zdobyć swoją setną bramkę w lidze meksykańskiej, lecz ostatecznie popadł w konflikt z trenerem Mario Carrillo i nie wystąpił w żadnym meczu. Profesjonalną karierę piłkarską zakończył w wieku 33 lat, w powszechnej opinii nie wykorzystując pełni swojego talentu. Po zakończeniu kariery ukończył kurs trenerski i przez trzy lata prowadził czwartoligowy Club Deportivo Lerma, a później pracował jako dyrektor Narodowego Instytutu Sportu w mieście Texcoco.

## Kariera reprezentacyjna
W 1991 roku Pineda został powołany przez selekcjonera Alfonso Portugala do reprezentacji Meksyku U-20 na Młodzieżowe Mistrzostwa Świata w Portugalii. Tam był podstawowym piłkarzem swojej drużyny, występując we wszystkich spotkaniach od pierwszej do ostatniej minuty i strzelił cztery gole; w fazie grupowej ze Szwecją (3:0), dwa z Brazylią (2:2) oraz z WKS (1:1). Jego kadra narodowa odpadła ostatecznie w ćwierćfinale, a on sam został uhonorowany w oficjalnym plebiscycie FIFA Złotym Butem dla najlepszego strzelca rozgrywek. W 1992 roku znalazł się w składzie reprezentacji Meksyku U-23 ogłoszonym przez trenera Cayetano Rodrígueza na Igrzyska Olimpijskie w Barcelonie, gdzie rozegrał wszystkie trzy mecze jako rezerwowy, nie zdobywając bramki, natomiast jego drużyna zakończyła swój udział w olimpiadzie już w fazie grupowej, notując komplet remisów.